# Build (moteur de jeu)
Le moteur Build (en anglais, Build engine) est un moteur de jeu de tir à la première personne, créé par Ken Silverman. Il a permis à l'équipe de 3D Realms de réaliser les jeux vidéo Duke Nukem 3D, Shadow Warrior, Blood et Redneck Rampage. Dans le même contexte, l'appellation Build fait référence à l'éditeur de niveaux utilisé pour les jeux basés sur le moteur Build.